# استان هراره
استان هراره (به لاتین: Harare Province) یک منطقهٔ مسکونی در زیمبابوه است که در زیمبابوه واقع شده‌است. استان هراره ۸۷۲ کیلومتر مربع مساحت و ۲٬۱۲۳٬۱۳۲ نفر جمعیت دارد و ۱٬۴۹۰ متر بالاتر از سطح دریا واقع شده‌است.